# Coesione (linguistica)
Con il termine coesione, la linguistica testuale riassume tutte le funzioni (sintattiche o grammaticali) che si possono utilizzare per collegare fra loro le componenti di un testo. Si tratta di quei fattori (legami o connessioni) che fanno percepire un testo come entità, ovvero quale somma di più enunciati diversi; inoltre, tali collegamenti rivestono un ruolo fondamentale nel farci giudicare se qualcosa è ben redatto oppure no.
È da notare che le convenzioni per una struttura coesa differiscono da lingua a lingua, costituendo di solito fonte di errori nella traduzione.

## Origine del termine
Dal latino cohaerere ('essere congiunto, attaccato', 'stare unito'), il termine viene adoperato in linguistica per la prima volta nel 1964 da M.A.K. Halliday e, successivamente, nei lavori dello stesso e della moglie Ruqaiya Hasan (1968, 1976).
Entrato nel linguaggio della linguistica testuale durante gli anni settanta (assumendo l'attuale connotazione), il termine indica uno dei sette criteri di testualità con più ampia diffusione – per merito dei contributi di Wolfgang U. Dressler (1972, 1981) e Robert de Beaugrande (1976, 1981).

## Campi di applicazione
La coesione all'interno di un contesto comunicativo riguarda essenzialmente il testo di superficie, ossia le parole che effettivamente udiamo (testi sonori o parlati), vediamo (testi scritti) o elaboriamo (testi visivi in genere). La 'superficie' del testo in questo senso non è il 'materiale grezzo' fornito dai suoni o dai segni stampati; questa, individuante per lo più la struttura stessa del testo, presuppone che le espressioni verbali siano già state proposte e identificate. In aggiunta, dal momento che le componenti di superficie vengono a dipendere l'una dall'altra in base a forme e convenzioni grammaticali, la coesione si fonda su dipendenze grammaticali.
La definizione di coesione testuale risulta comunque più ampia di altre – in genere più ricorrenti, quali 'sintassi' o 'grammatica del testo' – per due fattori caratteristici del criterio di coesione:
1. l'operazionalizzazione di strutture sintattiche o grammaticali nel tempo reale: l'attenzione quindi alla variabilità e alla descrizione delle sequenze di superficie della lingua nell'atto comunicativo;
2. l'interazione di sintassi e grammatica con gli altri criteri della testualità: coerenza, intenzionalità, accettabilità, informatività, situazionabilità e intertestualità.

I legami coesivi, in definitiva, non risultano necessari né sufficienti per fare di un insieme di enunciati un testo – dal momento che la coesione facilita ma non garantisce la coerenza testuale (criterio fondamentale, gerarchicamente sovraordinato agli altri, per la comprensione di un testo).

## Fattori di coesione testuale
I maggiori fattori di coesione testuale all'interno degli enunciati sono la ricorrenza, il parallelismo, la parafrasi, la proforma, l'ellissi e le congiunzioni.

### Ricorrenza
La ricorrenza rappresenta la ripetizione delle stesse parole o espressioni all'interno del testo. La ricorrenza è frequente nel discorso spontaneo, o perché si ha poco tempo per pianificare l'enunciato o perché il discorso spontaneo è soggetto a interruzioni o altri avvenimenti improvvisi; inoltre, viene spesso usata per sottolineare o rafforzare il proprio parere, oppure per esprimere sorpresa o rifiuto.
Ad esempio, dopo un'alluvione, il sindaco di una città interessata potrebbe fare una precipitosa dichiarazione:
Qui c'è acqua e fango dappertutto – l'acqua ha sommerso le auto, il fango entra dentro le case; qualcuno ci deve aiutare a togliere il fango, a drenare tutta questa acqua – la mia città è sommersa dall'acqua e dal fango.
La ricorrenza può essere anche solo parziale. Si tratta di ripetizione di parole con qualche variazione: si usa lo stesso materiale linguistico cambiando genere di parola, a volte usando anche espressioni rare per la seconda ripetizione (rese comprensibili dalla prima occorrenza). Ad esempio:
Partì velocemente. La sua partenza ci lasciò di stucco.

### Parallelismo
Con il parallelismo, il parlante mantiene le strutture sintattiche di superficie variando le espressioni; si usa per evidenziare affinità o inversioni di contenuto. 
Ad esempio, la frase:
L'uragano ha devastato le nostre coste, spazzato i nostri alberi, distrutto le nostre case.
presenta una serie di azioni simili, non uguali, e mantiene costante il possessivo nostro al centro di ogni enunciato.

### Parafrasi
La parafrasi mantiene un concetto variando più o meno radicalmente, e in modo più o meno artificioso, l'espressione.
Ad esempio, nella frase
Pamela e io abbiamo rotto. Insomma, ci siamo lasciati.
l'ultima parte riprende e parafrasa la prima.

### Proforme
Le proforme sono spesso elementi brevi o privi di contenuto (pronome, avverbio, pro-aggettivo, pro-avverbio, quasi-pronome ecc.), i quali però rimandano ad altro contenuto o a strutture basilari (ripresa anaforica). Queste proforme consentono agli utenti di tenere a mente il contenuto senza dover ripetere ogni volta l'esatta parola o espressione; le proforme più note sono i pronomi, i quali prendono il posto dei relativi sostantivi o sintagmi nominali (avendone in comune la referenza).
Le proforme sono fattori di coesione da usare con molta attenzione: esse causano non una accentuazione dell'attenzione, bensì una 'ridistribuzione' dell'attenzione degli utenti rispetto alle varie espressioni del testo; in secondo luogo, c'è un punto in cui si verifica una relazione guadagno-perdita: la proforma, riducendo le dimensioni dell'espressione che sostituisce, necessita di essere identificata e ricostruita ai fini della comprensione, rischiando tuttavia di perdere il guadagno – brevità ed essenzialità – a scapito delle operazioni di ricerca e raffronto necessarie per ricostruire il giusto senso.

### Ellissi
L'ellissi rappresenta l'omissione di componenti strutturali ai fini di un guadagno in termini di lunghezza testuale. È il caso dell'ellissi, quindi dell'omissione, del soggetto o di altri elementi non indispensabili, da valutare al fine di decidere quando la dimensione del testo comincia a essere più un danno che un vantaggio per la sua efficienza.

### Tempo e aspetto
A sostenere la coesione concorrono anche elementi come tempo e aspetto. Categorie che differiscono molto a seconda delle lingue, ma che di norma mantengono dei mezzi per distinguere:
- presente, passato e futuro;
- antecedente rispetto a susseguente;
- finito (concluso) rispetto a infinito.

Alcune di queste categorie servono a identificare il momento della comunicazione; altre, invece, a organizzare le situazioni o i fatti dei mondi testuali.

### Congiunzioni
Infine, fungono da mezzo di coesione tutte le espressioni giuntive che la grammatica tradizionale chiama indistintamente "congiunzioni". Si tratta di quelle maggiormente ricorrenti:
- congiunzione: collega elementi dello stesso 'status' (ad es. e, inoltre, anche, pure ecc.);
- disgiunzione: collega elementi con 'status' alternativo (ad es. o, oppure, altrimenti ecc.);
- controgiunzione: collega elementi dello stesso 'status', ritenuti talvolta inconciliabili o incongruenti (ad es. ma/però, comunque, eppure, tuttavia ecc.);
- subordinazione: collega elementi per i quali lo 'status' di uno dipende da quello dell'altro (ad es. poiché, infatti, perché, pertanto ecc.).

### Opere di riferimento in inglese
- M.A.K. Halliday, The Linguistic Study of Literary Texts, in H. Lunt (a cura di), Ninth PICL, The Hague, Mouton, 1964 (pp. 302–307).
- M.A.K. Halliday, R. Hasan, Cohesion in English, London, Longman, 1976.
- R. Harweg, Pronomina und Textkonstitution, München, Fink, 1968.
- R. Hasan, Grammatical Cohesion in Spoken and Written English, London, Longman, 1968.

### Opere di riferimento in italiano
- C. Andorno, Linguistica testuale. Un'introduzione, Roma, Carocci, 2003.
- R.A. De Beaugrande, W.U. Dressler, Introduzione alla linguistica testuale, ed. or. 1981, Bologna, Il Mulino, 1994.
- L. Cignetti e S. Fornara, Il piacere di scrivere. Guida all'italiano del terzo millennio, Roma, Carocci, 2014.
- M.E. Conte (a cura di), La linguistica testuale, Milano, Feltrinelli, 1989.
- L. Còveri, Linguistica testuale, Roma, Bulzoni, 1984.
- M. Dardano, Manualetto di linguistica italiana, Bologna, Zanichelli, 1991.
- M. Palermo, Linguistica testuale dell'italiano, Bologna, Il Mulino, 2013.